# Relations entre le Bangladesh et Haïti
Les Relations Bangladesh-Haïti se réfèrent aux relations bilatérales entre le république populaire du Bangladesh et république d'Haïti. Les relations entre les deux pays ont été largement influencées par le rôle des gardiens de la paix bangladais en Haïti. Il y a eu des échanges culturels entre les deux pays, principalement en relation avec le sport. 

## Contribution des gardiens de la paix du Bangladesh
Les gardiens de la paix bangladais jouent un rôle actif dans le maintien de la paix et de la stabilité en Haïti. Les soldats de la paix bangladais en Haïti ont été déployés pour la première fois en 2004 dans le cadre de la Mission des Nations unies pour la stabilisation en Haïti. En 2010, Haïti est devenu le premier pays à accueillir un contingent de policiers bangladais entièrement féminin. En 2012, les officiers de police du Bangladesh ont reçu une médaille des Nations unies pour leur contribution à la gestion de l'application de la loi en Haïti . 

## Aide humanitaire
Au lendemain du tremblement de terre en Haïti en 2010, le ministère de la Santé du Bangladesh a envoyé une équipe médicale en Haïti composée de 20 médecins et de 10 techniciens de la santé.

## Échange culturel
Des footballeurs haïtiens, tels que Sony Norde et Pascal Millien, ont joué pour des clubs de football bangladais,.